# 动机式晤谈法
动机式晤談法（英語：Motivational interviewing， 缩写：MI），又譯動機式訪談、動機訪談，是一种心理咨询理論，由临床心理学家威廉·米勒和斯蒂芬·罗尔尼克在上世纪八十年代开发，目的是通过帮助客户探索和解决矛盾来激发行为改变。它是一种指导性的、以客户为中心的咨询风格，与非指导性的咨询相比，它更有针对性和目标导向，也与传统的罗杰斯式的以客户为中心的治疗有所不同，因为它具有方向性，即治疗师试图影响客户考虑做出改变，而不是进行非指导性的治疗性探索。检查和解决矛盾是一个核心目的，治疗师在追求这一目标时有意识地采取指导性。MI的定义不在于技术，而在于它作为一种促进人际关系的风格。
MI最初是为了治疗物质使用障碍而开发的，但是MI不断地被应用到各种健康领域和其他领域，包括心理健康问题、健康促进行为、医疗依从性、教育、环境可持续性等。
MI遵循一些基本的原则，如尊重客户的选择、表达同理心、避免对抗、增强自我效能等。MI也有一些基本的步骤，如建立联系、找到焦点、唤起改变的动机、制定改变的计划等。

## 動機式晤談法的局限性
針對動機式晤談法的局限性，現時主要集中在以下數項：
- 由於動機式晤談法最初是针对物质滥用等问题而开发的，它是否能够有效地应用于其他社会问题，尤其是那些与贫困、不平等和社会压力相关的问题，还有待商榷。
- 動機式晤談法的研究证据主要来自美国的心理健康服务和物质滥用服务，它是否能够适应不同的文化和社会工作环境，也需要进一步探讨。
- 動機式晤談法强调与來談者的合作，有時候會与一些社会工作机构的法律要求或强制性措施相冲突，進行動機式晤談時需要在尊重客户的自主性和保护客户的安全之间找到平衡。
- 雖然動機式晤談法综合了多种心理理论，但没有形成一个完整的行为改变理论，也没有充分考虑社会因素和社会目标在行为改变中的作用。它可能过于依赖來談者的个人思考和计划，而忽视了社区、家庭和社会网络對問題的影响。[4]